# Kopce (Beskid Mały)
Kopce (824,5 m n.p.m.) – szczyt w Grupie Magurki Wilkowickiej w Beskidzie Małym. Znajduje się w głównym grzbiecie pasma pomiędzy szczytami Groniczki i Gaiki.
Kopce są porośnięte lasem. Na północno-zachodnim stoku wypływa źródłowy ciek potoku Pisarzówka, w południowo-wschodnim kierunku ze szczytu kopców opada szeroki grzbiet oddzielający potoki Podnikiewka i Żarnówka Duża. Grzbietem Kopców biegnie granica między wydzielonym obszarem leśnym wsi Kozy w powiecie bielskim i Żarnówka Dużą (część wsi Międzybrodzie Bialskie) w powiecie żywieckim (obydwie w województwie śląskim). Grzbietem Kopców biegnie także Mały Szlak Beskidzki.
 Mały Szlak Beskidzki na odcinku: Straconka – Czupel – Gaiki – Kopce – Przełęcz u Panienki – Chrobacza Łąka – Bujakowska Góra (Bujakowski Groń) – Zasolnica – Zapora w Porąbce.